# Juan Cervera Borrás
Juan Cervera Borrás (Cervera del Maestre, Castellón, 11 de mayo de 1928 - 12 de diciembre de 1996) fue un profesor, escritor y director teatral español, doctor en filosofía y letras por la Universidad de Valencia. Se dedicó especialmente al estudio del teatro y la literatura infantil.

## Biografía
En junio de 1976 presenta en la Universidad de Valencia su tesis doctoral: Historia crítica del teatro infantil español, que sería publicada en 1982, tras obtener numerosas distinciones como el Premio Extraordinario de Doctorado, otorgado por la Universidad de Valencia en 1977, Premio a la Mejor Tesis Doctoral de un Colegiado del Colegio Oficial de Doctores y Licenciados de Madrid en 1977, Premio Nacional de Literatura Infantil, en su modalidad de investigación, otorgado por el Ministerio de Cultura en 1981.
El eje central de su investigación fue siempre la literatura infantil en España, tanto en el ámbito docente -profesión que ejerció desde 1971 hasta 1996- como en su obra de investigación.
Su preocupación por la literatura infantil derivó de su interés desde joven por el teatro, ya que todavía siendo alumno, intervino como actor en varias obras. También ejerciendo como profesor de Bachillerato, dirigió varios grupos de teatro compuestos por estudiantes. Tras haber obtenido varios premios en certámenes juveniles, llegó incluso a colaborar como guionista y director con el Departamento de Programas Infantiles y Juveniles de TVE.
En lo que respecta a su labor como docente, tras su período en Madrid, se traslada en 1979 a Valencia, donde ejercerá como profesor en Didáctica de la Lengua y la Literatura (Literatura Infantil), alcanzando la Cátedra de Universidad en 1988.

## Obras

### Libros
- Tres farsas francesas, Madrid, Bambalinas, 1971.
- Teatro y educación, en colaboración con A. Guirau, Madrid, PPC, 1972.
- R.U.R. (Robots Universales Rossum), de Karel Capek (versión libre), Madrid, Bambalinas.
- El teatro al alcance del grupo, Madrid, Marsiega, 1973.
- Dramatizaciones para la escuela, Madrid, Bambalinas, 1973.
- Teatro para niños, Madrid, Bambalinas, 1973.
- Otra escuela (Cine, radio, TV, prensa), Madrid, S. M., 1976.
- Los cuentos de colorín, colorón, Madrid, Ediciones Paulinas, 1976.
- Poemas navideños dramatizables, Barcelona, Edebé, 1980.
- Cómo practicar la dramatización, Madrid, Cincel_Kapelusz, 1981.
- Historia crítica del teatro infantil español, Madrid, Editora Nacional, 1982.
- La literatura infantil en la educación básica, Madrid, Cincel-Kapelusz, 1984.
- Los «milacres» vicentinos en las calles de Valencia, Valencia, Del Cenia al Segura, 1983.
- La leyenda de las palabras, Valladolid, Miñón, 1984.
- Una noria con historia, Valladolid, Miñón, 1985.
- Contar, cantar y jugar, Valladolid, Miñón, 1987.
- Canciones para la escuela I. Preescolar, con la colaboración de P. Fuentes y F. Cervera, Valencia, Piles, 1984.
- Canciones para la escuela II. E.G.B., con la colaboración de P. Fuentes y F. Cervera, Valencia, Piles, 1987.
- Javi, sus amigos y sus cacharros, Madrid, Edelvives, 1989.
- El árbol de la amistad. La estrella, Valladolid, Fuente Dorada, 1990.
- Tenía un gallo en la garganta, Madrid, Ediciones Paulinas, 1989, (traducción al portugués, Sao Paulo, 1990).
- Pedagogía y didáctica para músicos, en colaboración de Pilar Fuentes Valencia, Piles, 1989.
- El pobre de Castillorroto, Madrid, Susaeta, 1991.
- Teoría de la Literatura Infantil, Bilbao, Mensajero, 1991.
- Literatura y lengua en la Educación Infantil, Bilbao, Mensajero.
- El alcaldillo y sus colegas, Barcelona, Edebé, 1995.
- La dramatización en la escuela, Madrid, Bruño, 1996.
- Iniciación al teatro, Madrid, Bruño, 1996.
- La Creación Literaria para niños, Bilbao, Mensajero, 1997.[5]

### Artículos
Cuenta con un gran número de artículos en diversas revistas especializadas de teatro y literatura infantil, además de creaciones literarias propias.
Algunos de los artículos que podemos destacar son:
- Aproximación a la literatura infantil en Revista Educadores, n.º 102, marzo-abril de 1979, pp. 223-240.
- Lo infantil y lo juvenil en la literatura, en Revista Educadores, n.º 137, marzo-abril de 1988, pp. 191-210.
- La contribución hispanoamericana al desarrollo del estudio de la Literatura infantil en España en Cauce, n.° 14-15, 1992, pp. 297-305.[6]
- La literatura infantil en la construcción de la conciencia del niño, en Revista Monteolivete, n.º 9-10, Universidad de Valencia, 1994, pp. 21-36.

## Premios
- 1967: Ganó el II Premio Nacional en el V Certamen Nacional de Teatro Juvenil, España, como director de un grupo teatral escolar.
- 1969: I Premio del Sector Centro en el IV Certamen Nacional de Teatro Juvenil.
- 1976: Premio de Poesía Torre del Oro, Paterna.
- 1977: Premio Extraordinario de Doctorado, Universidad de Valencia.
- Premio a la Mejor Tesis Doctoral de un Colegiado del Colegio Oficial de Doctores y Licenciados de Madrid.
- Premio al Mejor Autor de la I Semana de Publicaciones Infantiles y Juveniles (Ministerio de Cultura), Valladolid.
- 1980: Premio Nacional de Literatura Infantil, modalidad Investigación del Ministerio de Cultura.
- 1992: Lista de Honor adjunta al Premio CCEI por El pobre de Castillorroto, Madrid.

## Fondo personal
Su fondo se conserva en el Centro de Documentación y Museo de las Artes Escénicas y consta de parte de sus obras, además de documentos personales y administrativos. Además, también encontraremos fotografías y correspondencia.